# Okrug Martin
Okrug Martin (slo. Okres Martin) nalazi se u sjevernoj i središnjoj Slovačkoj u Žilinskome kraju. U okrugu živi 92 817 stanovnika, dok je gustoća naseljenosti 126,17 stan/km². Ukupna površina okruga je 735,63 km². Upravno središte okruga Martin je istoimeni grad Martin s 50 346 stanovnika.

## Stanovništvo
| Godina:     | 1994.  | 2004.   | 2014.   | 2024.   |
| ----------- | ------ | ------- | ------- | ------- |
| Broj ljudi: | 97 600 | 97 671  | 96 887  | 92 817  |
| Razlika:    |        | +0,07 % | −0,80 % | −4,20 % |

| Godina:     | 2023.  | 2024.   |
| ----------- | ------ | ------- |
| Broj ljudi: | 93 041 | 92 817  |
| Razlika:    |        | −0,24 % |

## Gradovi
- Martin
- Vrútky
- Turany

## Općine
| - Belá-Dulice - Benice - Blatnica - Bystrička - Diaková - Dolný Kalník - Dražkovce - Ďanová - Folkušová - Horný Kalník - Karlová - Kláštor pod Znievom - Košťany nad Turcom - Krpeľany | - Laskár - Ležiachov - Lipovec - Necpaly - Nolčovo - Podhradie - Príbovce - Rakovo - Ratkovo - Sklabiňa - Sklabinský Podzámok - Slovany - Socovce - Sučany | - Šútovo - Trebostovo - Trnovo - Turčianska Štiavnička - Turčianske Jaseno - Turčianske Kľačany - Turčiansky Ďur - Turčiansky Peter - Valča - Vrícko - Záborie - Žabokreky |

## Ostali projekti
|  | Zajednički poslužitelj ima još gradiva o temi Okrug Martin |